# Bořeňovice
Bořeňovice (německy Borschenowitz) je vesnice, část obce Struhařov v okrese Benešov. Nachází se asi 2,5 km na východ od Struhařova. V roce 2009 zde bylo evidováno 58 adres. Bořeňovice je také název katastrálního území o rozloze 4,71 km².

## Historie

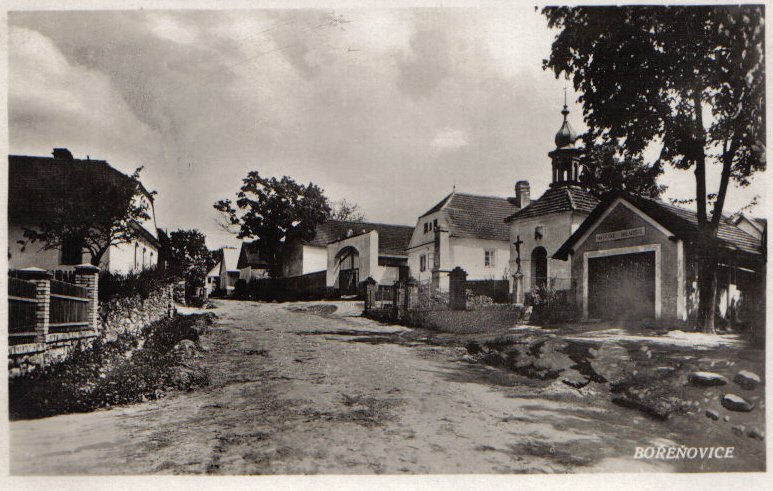
Bořeňovice, před rokem 1932

Název snad vznikl z osobního jména Bořivoj, Bořihněv, či Bořen (zde možná analogie s něm. "Borschen", což znamená skalnatý vrch). Nejstarší zmínkou o vsi je záznam z falza 14. století listiny Ostrovského kláštera datující k roku 1205 událost „Paulus terram ad unum aratrum in villa Borenowicyh cum silva dedit“" – „Pavel věnoval jedno popluží ve vsi Bořeňovicích s lesem.“
Do roku 1558 držela Bořenovice Alžběta Vrchotová z Říčan. V roce 1578 je jako majitel obce uváděn Vilám Chobotský z Ostředka. Po několikerých změnách majitelů připadly Bořeňovice roku 1676 Marii Maxmilianě z Doudleb, manželce Petra Viléma z Říčan. Následně se dostaly do majetku Františka Ferdinand z Říčan, který měl v držení Jemniště, Struhařov a Postupice. Tato panství prodal v roce 1717 hraběti Františku Adamovi z Wiesenbergu.
Obec příslušela k faře v Chotýšanech (tam se i pohřbívalo). Ke konci 17. století se nalézalo v Bořeňovicích 9 velkých statků, 6 chalup a panská hospoda a obecní kovárna. Bořeňovice mají dle stabilního katastru vřetenovitý tvar s kolmou orientací objektů k návsi. Neuspořádaná chudší zástavba byla situována jihozápadně pod návsí, pod středem návsi protékal potok – dnes zakrytý.
Kaple na návsi byla postavena v roce 1878, křížek roku 1882, škola byla v Bořeňovicích vystavěna v roce 1903. V roce 1921 bylo v Bořeňovicích 44 obydlených domů, 55 rodin, 288 osob, v Býkovicích pak 20 obydlených domů, 20 rodin, 115 osob. Byly zde v té době zastoupeny tyto profese: 1 obchodník, 1 kovář, 2 krejčí, 1 obuvník, 1 pantoflář, 1 truhlář, 3 zedníci, 2 tesaři, 1 hokynář, 1 cihlář, 3 cestáři, dále zemědělské dělnictvo. Působil zde sbor dobrovolných hasičů a hospodářské strojní družstvo.
Pomník padlým v první světové válce vznikl v roce 1922, dále byl postaven Vobeckův křížek při silnici od Struhařova a kaplička v Jedloví. V roce 1925 se odtrhly Býkovice. V době prvorepublikové se konaly četné plesy, masopustní průvod, byla pořádána divadelní představení, v obci byla knihovna. V roce 1929 byla založena kampelička, zúčastnily se obce Jezero a Struhařov. V letech 1929 a 1932 byly prováděny opravy školy.
V poválečném roce 1947 měly Bořeňovice pouze 187 obyvatel. V témže roce byla provedena telefonizace a zahájeny práce na kanalizaci. V roce 1957 bylo založeno zemědělské družstvo a proběhla kolektivizace. V roce 1961 byly do družstva přičleněny Jezero, Věřice, Střížkov a Býkovice.
Zajímavosti: 
K nejstarším doloženým bořeňovským rodům patří rod Holíků, který hospodařil na statku č.p. 22. Holíci zde hospodařili od roku 1629, kdy je o nich záznam v nejstarších benešovských matrikách. Kontinuita tohoto rodu, který se v Bořeňovicích vyskytoval více než 300 let (12 generací), později také na statku č.p. 39 po rozdělení původního gruntu, je doložena až k roku 2024. K potomkům tohoto rodu patřil Jiří Holík, pobělohorský exulant a zakladatel nových štěpařských metod. Ve starých pozemkových knihách rychty Mnichovic, kam se jeho rodiče přestěhovali, je u jména jeho otce poznámka "bořeňovský". 
Jedním z potomků bořeňovských Holíků byl i Jan Holík, nar. 1924 ve Vlašimi, o jehož vyprávění a zážitky zejména z doby 2. svět. války projevila zájem společnost Post Bellum a projekt Paměť národa. Odkaz zde: https://www.pametnaroda.cz/cs/holik-jan-1924
Z genealogických informací genealoga pana Zdeňka Hornera vyplývá, že v polovině 18. století se zde usadil Ferdinand Zeman, který zde provozoval hospodu. Byl to praprapraděd bývalého prezidenta Miloše Zemana. Hospoda se nacházela v dnešním č.p. 20, o čemž svědčí matriční záznamy. Zemanovi vedli bořeňovskou hospodu dalších cca 100 let do pol. 19. století.   